# Rocket Records
La Rocket Records (The Rocket Record Company) è stata un'etichetta discografica britannica, fondata nel 1972 da Elton John insieme a Bernie Taupin, Gus Dudgeon, John Reid, Steve Brown ed altri membri della compagnia.

## Storia
L'etichetta prendeva il suo nome da una pietra miliare della discografia eltoniana, il brano Rocket Man; originariamente distribuita dall'etichetta Island Records nel Regno Unito e dalla MCA Records negli Stati Uniti, mise sotto contratto artisti come Cliff Richard, Neil Sedaka, Marva Jan Marrow, Colin Blunstone, gli Hudson Brothers, i Blue, Kiki Dee, Judie Tzuke, i Solution, Brian e Brenda Russell, sebbene i primi fossero stati gli Stackridge.
Comunque, la Rocket Records servì principalmente a distribuire gli album del suo proprietario; Elton, infatti, lasciò la DJM Records nel 1976 e, da allora, la sua etichetta discografica apparve sia in Gran Bretagna che dall'altra parte dell'Atlantico. 
Negli Stati Uniti e nel Canada, essa distribuì l'LP Blue Moves (1976) e qualche singolo (come le celeberrime Don't Go Breaking My Heart e Sorry Seems To Be The Hardest Word). Dopo un certo periodo di discontinuità (Elton era tornato a distribuire con la MCA Records), l'etichetta discografica pubblicò l'album Made in England (1995), distribuito dalla Island Records.
Nel 1999, quando nacque l'etichetta Island Def Jam Music Group, la Rocket chiuse i battenti; in ogni caso, il logo è apparso in tutte le produzioni di Elton John fino a Peachtree Road (2004), così come nell'album eponimo del duo Platinum Weird.